# Округ Тишоминго (Мисисипи)
Тишоминго (енгл. Tishomingo County) је округ у америчкој савезној држави Мисисипи.

## Демографија
По попису из 2010. године број становника је 19.593, што је 430 (2,2%) становника више него 2000. године.
| Група             | 2000.          | 2010.          |
| Белци             | 18.067 (94,3%) | 18.326 (93,5%) |
| Афроамериканци    | 596 (3,1%)     | 519 (2,6%)     |
| Азијати           | 15 (0,1%)      | 21 (0,1%)      |
| Хиспаноамериканци | 343 (1,8%)     | 553 (2,8%)     |
| Укупно            | 19.163         | 19.593         |